# Colibrí amazília frontverd
El colibrí amazília frontverd (Amazilia viridifrons) és una espècie d'ocell de la família dels troquílids (Trochilidae) que habita boscos oberts i garrigues pel vessant del Pacífic des del centre de l'estat de Guerrero cap al sud fins l'oest d'Oaxaca i oest de Chiapas.